# 布林瑟姆
布林瑟姆（荷蘭語：Brunssum）是荷蘭的一個市鎮，位於荷蘭東南部，在行政區劃上屬於林堡省。直到1973年為止，布林瑟姆都是一個煤礦中心。

## 外部連結
- 维基共享资源上的相關多媒體資源：布林瑟姆
- Official website （页面存档备份，存于）
- Website for Allied Joint Force Command Brunssum （页面存档备份，存于）